# Notasterias armata
Notasterias armata is een zeester uit de familie Asteriidae.
De wetenschappelijke naam van de soort werd in 1911 gepubliceerd door René Koehler.